# Sylwan (Czornej)
Sylwan, imię świeckie Aurel Stepanowycz Czornej (ur. 5 września 1980 w Ostryci) – biskup Ukraińskiego Kościoła Prawosławnego Patriarchatu Moskiewskiego.

## Życiorys
Pochodzi z rodziny chłopskiej. Ukończył szkołę ogólnokształcącą w Ostrycy w 1997 r. Po odbyciu dwuletniej służby wojskowej, w 1999 r., wstąpił do monasteru Wniebowstąpienia Pańskiego w Banczenach. Jego postrzyżyny mnisze odbyły się 27 października 2000 r. na Athosie; przyjął imię zakonne Sylwan na cześć świętego mnicha Sylwana z Athosu. 20 stycznia 2001 r. przyjął święcenia diakońskie z rąk metropolity czerniowieckiego i bukowińskiego Onufrego. Święceń kapłańskich udzielił mu 5 czerwca 2008 r. ten sam hierarcha.
10 maja 2010 r. został pełniącym obowiązki namiestnika monasteru w Banczenach, zaś w 2012 r. otrzymał godność archimandryty. W 2019 r. w trybie zaocznym ukończył seminarium duchowne w Poczajowie.
17 sierpnia 2020 r. został nominowany na biskupa hercańskiego, wikariusza eparchii czerniowiecko-bukowińskiej. Jego chirotonia biskupia odbyła się 23 sierpnia w monasterze św. Pantelejmona w Kijowie pod przewodnictwem metropolity kijowskiego i całej Ukrainy Onufrego.